# 孤獨 (棉花糖歌曲)
《孤獨》（英語：Alone）是美国DJ和唱片制作人Marshmello发布的单曲。歌曲在2016年5月首次发布， 并于6月17日开始提供数字下载。在发布后，歌曲登上了加拿大百强单曲榜第11位以及美国告示牌百强单曲榜28位。截至2018年，其音乐视频已在Youtube收获了10亿次播放量。此单曲也是唯一一首获得美國唱片業協會白金认证的Monstercat歌曲。